# Тетрахлороплатинат(II) калия
Тетрахлороплатинат(II) калия — неорганическое соединение, комплексное соединение металла платины с формулой K2[PtCl4], тёмно-красные кристаллы, плохо растворяется в холодной воде.

## Получение
- Реакция хлорида платины(II) с концентрированным раствором хлорида калия:

{\displaystyle {\mathsf {PtCl_{2}+2KCl\ {\xrightarrow {}}\ K_{2}[PtCl_{4}]}}}
- Восстановление гексахлороплатината(IV) калия платиновой чернью:

{\displaystyle {\mathsf {K_{2}[PtCl_{6}]+Pt+2KCl\ \xrightarrow {} \ 2K_{2}[PtCl_{4}]}}}

## Физические свойства
Тетрахлороплатинат(II) калия образует тёмно-красные кристаллы тетрагональной сингонии, пространственная группа P 4/mmm, параметры ячейки a = 0,699 нм, c = 0,413 нм, Z = 1.
Плохо растворяется в холодной воде, лучше в горячей.

## Химические свойства
- Разлагается при нагревании:

{\displaystyle {\mathsf {K_{2}[PtCl_{4}]\ {\xrightarrow {475^{o}C}}\ PtCl_{2}+2KCl}}}
- Реагирует с щелочами:

{\displaystyle {\mathsf {K_{2}[PtCl_{4}]+2KOH\ {\xrightarrow {}}\ Pt(OH)_{2}\downarrow +4KCl}}}
- С разбавленным раствором аммиака реакция идёт иначе:

{\displaystyle {\mathsf {K_{2}[PtCl_{4}]+2(NH_{3}\cdot H_{2}O)\ {\xrightarrow {0^{o}C}}\ [Pt(NH_{3})_{2}]Cl_{2}\downarrow +2KCl+2H_{2}O}}}
{\displaystyle {\mathsf {K_{2}[PtCl_{4}]+4(NH_{3}\cdot H_{2}O)\ {\xrightarrow {}}\ [Pt(NH_{3})_{4}]Cl_{2}+2KCl+4H_{2}O}}}
- Реагирует с сероводородом:

{\displaystyle {\mathsf {K_{2}[PtCl_{4}]+H_{2}S\ {\xrightarrow {}}\ PtS\downarrow +2KCl+2HCl}}}
- Восстанавливается водородом:

{\displaystyle {\mathsf {K_{2}[PtCl_{4}]+H_{2}\ {\xrightarrow {}}\ Pt\downarrow +2KCl+2HCl}}}
- Реагирует с хлором:

{\displaystyle {\mathsf {K_{2}[PtCl_{4}]+Cl_{2}\ {\xrightarrow {}}\ K_{2}[PtCl_{6}]\downarrow }}}
- Реагирует с концентрированным раствором цианистого калия:

{\displaystyle {\mathsf {K_{2}[PtCl_{4}]+4KCN\ {\xrightarrow {0^{o}C}}\ K_{2}[Pt(CN)_{4}]\downarrow +4KCl}}}
- Реагирует с этиленом:

{\displaystyle {\mathsf {K_{2}[PtCl_{4}]+C_{2}H_{4}\ {\xrightarrow {}}\ K[Pt(C_{2}H_{4})Cl_{3}]\downarrow +KCl}}}